# Полска народна партия
Полската народна партия (ПНП) (на полски: Polskie Stronnictwo Ludowe) е центристка земеделска политическа партия в Полша. Основана е на 5 май 1990 г. В основни линии се фокусира върху аграризма, центризма и християндемокрацията. Народното движение е една от най-старите политически формации в Европа. В полската история е едно от трите най-големи политически течения, наред с националното и социалистическото, които оказват най-голямо влияние върху съдбата на народа и държавата през XX век.
В началото на 90-те години е сред водещите партии в Полша. На изборите през 1993 година е на второ място и лидерът на партията Валдемар Павлак оглавява до 1995 година коалиционно правителство със Съюза на демократичната левица. През следващите години партията губи водещите си позиции, но от отново участва в коалиционно правителство с левицата през 2001 – 2003, а от 2007 година е коалиционен пратньор на дясноцентристката Гражданска платформа в правителството на Доналд Туск.
На изборите през 2015 година е пета с 5,1% от гласовете и 16 от 460 места в Сейма.

## Политическа програма
Основите на програмата на ПНП са подчинени на доктрините на неоаграризма. ПНП се застъпва за държавен интервенционализъм (особено в селското стопанство) и за намаляване темпото на приватизацията. След влизането на Полша в ЕС партията силно подкрепя европейската интеграция и разширяването на сътрудничеството със страните-членки на принципите на партньорството.
Партията се противопоставя на: въвеждането на плосък данък, връщането на смъртната присъда, легализацията на евтаназията и абортите, регистрирането на хомосексуалните връзки, легализирането на т.нар. леки наркотици. Не подкрепя премахването на повятите.
Постулира разпускане на Сената и създаване на камара от самоуправленски тип, подкрепа на образованието и здравеопазването, подобряване на взаимоотношенията с Русия и Германия, деполитизиране на механизмите и процедурите за подбор в Национален съвет за радио и телевизия, Полска народна банка, Конституционния трибунал, Върховен съд, Омбудсман, Централно бюро за борба с корупцията, Агенция за вътрешна сигурност; да се намали бюрокрацията и да се опростят правните норми, възпрепятстващи извършването на стопанска дейност; въвеждане на семеен данък, позволяващо съвместното данъчно отчитане, подкрепа на екологичния агротуризъм и работа в посока децентрализиране на властта в Полша.

## История
Названието на партията препраща към традиция датираща от XIX век. Родоначалник на организацията е Народната партия, основана през 1895 г. в Жешов от независими селски активисти (между които Якуб Бойко и Ян Стапински), представители на лявата интелигенция (Болеслав Вислоух, Мария Вислоухова), част от дейците на Селската партия, както и обществото съсредоточено около отец Станислав Стоялковски.
Името „Полска народна партия“ функционира от 1903 г. От този момент организацията отправя своите постулати за независимостта на Полша. В своята програма провъзгласява необходимостта от национално, политическо и социално равенство на поляците. 
В резултат на вътрешни противоречия през 1913 г. се стига до разделянето на Полска народна партия „Пяст“ и Полска народна партия Левица.
На чело стоят активистите Карол Леваковски, Хенрик Ревакович, Ян Стапински, Якуб Бойк, Болеслав Вислоух и Винценти Витос. Дългогодишен председател, и един от основателите на партията, е Винценти Витос. По време на междувоенното двадесетилетие партията е една от най-силните в Сейма, а Витос трикратно заема длъжността на премиер.
През 1915 г., в резултат на обединяването на Националния селски съюз, Селската партия и групата „Zaranie“, възниква поредната партия. Първоначално носи името Полска народна партия в Кралство Полша, но за да се отличава от галицийската ПНП „Пяст“ през 1918 г. е преименувана на ПНП „Възволение“.
През 1931 г. ПНП „Пяст“ се обединява с ПНП „Възволение“ и Селската партия, създавайки Народната партия.
По време на Втората световна война дейците от бившата ПНП създават правителство в изгнание, а в страната организират партизански отряди, които си сътрудничат с Армия Крайова, под името Селски батальони. В края на войната премиер на правителството в изгнание става Станислав Миколайчик, лидер на Народна партия „Roch“. Непосредствено след войната той се връща в Полша и съживява партията (Народна партия, после Полска народна партия).
В резултат на ликвидирането от сталинистите антикомунистическо подземие и разбиването на съпротивителната обществена структура, ПНП на Миколайчик остава единствената опозиционна платформа, която се противопоставя на реда, въведен от новата власт. ПНП се превръща в основен обект за атака от страна на комунистите. В резултат на разцепление възниква също ПНП „Нове възволение“, което стартира отделно в изборите. Атаките по време на кампанията за референдум през 1946 г. и изборите през 1947 г. довеждат до разделението в партията на „консервативно“ и „либерално“. По време на предизборната кампания за Законодателен сейм през 1947 г. комунистическите власти свикват Държавна комисия за сигурност, която има задачата да координира дейността на репресивния апарат на Министерството за национална сигурност, Полската народна армия, Гражданската милиция, Доброволческия резерв на гражданската милиция и Корпуса за вътрешна сигурност спрямо народните дейци. Тогава са арестувани около 80 хил. местни активисти на ПНП, а хора от Полската работническа партия и Държавната комисия за сигурност убиват 200 души от партията. В крайна сметка заради фалшифициране на резултатите от изборите в Сейма ПНП има 28 места от общо 444. В края на 1948 г. партията наброява около 30 хил. членове. Председател на частичната ПНП става Юзеф Ниечко, а останалата част от партията се обединява с прокомунистическата Народна партия през 1949 г., създавайки Обединена народна партия (ОНП).
След парламентарните избори през 1989 г. и неуспешната мисия на Чеслав Кишчак да създаде правителство, предпоследнят председател на ОНП Роман Малиновски подписва споразумение с Лех Валенса, което получава мнозинството в Сейма и Полската обединена работническа партия и прави възможно създаването на правителството на Мазовецки.
На 5 май 1990 г. партия ПНП „Одродзение“ (която е като продължител на ОНП), както и възникналите през 1989 г. вилановска ПНП, се обединяват, създавайки ПНП. Първоначално влиятелна длъжност в партията заемат членовете на Независимия самоуправляем профсъюз „Солидарност“, между които Роман Бартошче, който става първият председател на ПНП. В първите свободни президентски избори става кандидат на партията за президент. Получава 1 176 175 гласа (7,15 %), което го поставя на предпоследното, пето място.
След тези избори, властта в ПНП приема група млади дейци от Съюза на селската младеж, начело с Валдемар Павлак, който става новият председател на партията. Това се случва на 29 юни 1991 г. по време на Извънредния конгрес на партията, когато е приета и програмата на партията. Есента на същата година в първите свободни парламентарни избори, създадения от ПНП избирателен комитет „ПНП Програмен съюз“ печели 8,67 % от гласовете, което им дава 48 депутатски места в парламента. Първоначално партията не подкрепя правителството на Ян Олшевски, но по-късно променя позицията си. Все пак на 5 юни 1992 г. при гласуването на вот на недоверие срещу правителството ПНП подкрепя предложението. На премиерското място сяда Валдемар Павлак, който остава в полската история като най-младия премиер. ПНП създава коалиционно правителство три пъти в годините 1993 – 1997, 2001 – 2003, 2007 – 2015.
ПНП е част от едни от най-големите успехи на полската политика – влизането в НАТО и Европейския съюз. На 2 февруари 1994 г. по време на визитата си в Главната квартира на Нато в Брюксел подписва Рамковия договор на Партньорство за мир, който е основата за присъединяването на страната към Алианса.

## Структура
Според информация от партията, тя наброява 120 хиляди члена, което я прави най-голямата партия в Полша. Има развита териториална структура, която обхваща всички войводства, 90% от общините (гмини) и около 35 % от селата. Най-висшият орган на партията е Конгресът, който се свиква на всеки 4 години, а между Конгресите – Управителен съвет. Най-висшият изпълнителен орган е Главният изпълнителен комитет.
|  | Тази страница частично или изцяло представлява превод на страницата Polskie Stronnictwo Ludowe в Уикипедия на полски. Оригиналният текст, както и този превод, са защитени от Лиценза „Криейтив Комънс – Признание – Споделяне на споделеното“, а за съдържание, създадено преди юни 2009 година – от Лиценза за свободна документация на ГНУ. Прегледайте историята на редакциите на оригиналната страница, както и на преводната страница, за да видите списъка на съавторите. ВАЖНО: Този шаблон се отнася единствено до авторските права върху съдържанието на статията. Добавянето му не отменя изискването да се посочват конкретни източници на твърденията, които да бъдат благонадеждни. |